# Малотенькашево
Малотенькашево (баш. Бәләкәй Теңкәш) — деревня в Нуримановском районе Республики Башкортостан Российской Федерации. Входит в состав Байгильдинского сельсовета.

## География

### Географическое положение
Расстояние до:
- районного центра (Красная Горка): 29 км,
- центра сельсовета (Байгильдино): 1 км,
- ближайшей ж/д станции (Иглино): 22 км.

## Население
| 2002 | 2009 | 2010 |
| ---- | ---- | ---- |
| 170  | ↗187 | ↘172 |

Национальный состав
Согласно переписи 2002 года, преобладающие национальности — татары (68 %), башкиры (32 %).

## Религия
В деревне есть мечеть.